# Robin Scherbatská
Robin Charles Scherbatská junior je fiktivní postava z amerického seriálu Jak jsem poznal vaši matku, kterou vytvořili Carter Bays a Craig Thomas. Robin hraje kanadská herečka Cobie Smulders.

## Dětství
Robin se narodila 23. července 1980 Robinovi Charlesovi Scherbatsky seniorovi, který chtěl mít syna; proto byla Robin vychovávána jako chlapec. Skončilo to v jejích čtrnácti letech, když ji její otec nachytal, jak se líbá s klukem z hokejového týmu a uvědomil si, že má vlastně dceru.
Poté se Robin přestěhovala za svou matkou a stala se kanadskou teenagerskou popstar a pod pseudonymem "Robin Sparkles" nahrála kanadský hit "Let's Go To The Mall" (česky „Pojďme do obchoďáku!“). Po nahrání videoklipu a ročním turné po obchodních domech je Robin začne nenávidět. Na Let's Go To The Mall navázala písničkou "Sandcastles in the Sand" (česky Hrady v písku). V tomto videoklipu se objeví s kanadským hercem Alanem Thickem, jejím přítelem (hrál ho James Van Der Beek) a zpěvačkou Tifanny. Tady se také neúspěšně pokusila o založení show s Thickem. Sparkles se také objevila spolu se svou tehdy nejlepší kamarádkou Jessicou Glitter v kanadském naučném pořadu pro děti, Space Teens, kde dvě dívky cestují vesmírem a řeší matematické problémy. V tomto pořadu také zazněl Robinin třetí hit, který zpívala s Jessicou, „Two Beavers Are Better Than One“ (Dva bobři jsou lepší než jeden).
Jako dospělá se Robin za svou teenagerskou popovou kariéru stydí a připadá jí trapná a přestože odsuzuje metody, kterými ji vychovával otec, má ráda cigarety, frisbee, hokej, skotskou, zbraně a často říká 'eh'.

## Historie postavy
Robin je zpravodajkou pro newyorskou kabelovou televizi Metro News 1 a stala se moderátorkou její vlastní ranní talkshow, která se vysílá ve čtyři ráno. Dříve bydlela v areálu Park Slope v Brooklynu, až jí její tehdejší nezaměstnanost donutila přestěhovat se ke svému expříteli a hlavní postavě seriálu, Tedovi. Pouze na chvíli bydlela u Dona, jejího bývalého spolupracovníka a později i přítele (vrátila se k Tedovi, když se s Donem rozešli a Don se přestěhoval do Chicaga). Stejně jako Smulders, tak i Robin pochází z Vancouveru a má mladší dospívající sestru Katie, která se objevila v epizodě "First Time in New York". Pracovala jak reportérka pro stanici Metro News 1, na chvíli také vzala práci ve zpravodajství v Japonsku, pak se vrátila zpět do New Yorku a s pomocí Barneyho Stinsona uvádí vlastní talk show.
V televizi také předvedla několik ponižujících sázek za peníze od Barneyho: ve vysílání řekla slovo „bradavky“, sama se bouchala a houkala na svá vlastní prsa. V epizodě "Mary the Paralegal", získala cenu LAMA (česky Místní Mediální Ceny) za její reportáž o zpívajícím psovi Pickles. Na vyhlášení, kam šla celá parta, přišla Robin s reportérem Sandy Riversem, aby přinutila Teda žárlit.
Původně byla Robin myšlena jako jediná postava, která kouří cigarety za střízliva (když Marshall přiznal Lily, že kouřil a k tomu pil v jejich svatební den), ale v epizodě "Last Cigarette Ever" bylo ukázáno, že z party kouřil každý, ale všichni toho nechali. V epizodě "Moving Day" se Ted Robin ptá, jestli kouří a Robin mu odpoví, že ne, ale později je v epizodě ukázáno, jak kouří v horké vaně ve svém bytě. Robin má hluboké znalosti o cigaretách a doutnících, předvedla to v epizodách "Zip, Zip, Zip s Barneym a se skleničkou whisky v cigaretovém baru, v Marshallově autě s Lily v epizodě "Arrivederci, Fiero", ve flashbacku v noci předtím, co měl Marshall právnickou zkoušku v epizodě "Dowisetrepla" a s Barneym v Tedově novém autě v epizodě "The Chain of Screaming".
Robin někdy ukazuje svou přitažlivost k mužům, kteří přišli ke zraněním ve rvačkách, zvláště k modřinám a jizvám, které získali z rvaček nebo sportu. V epizodě "The Fight" ukazuje dočasný velký zájem o Barneyho, když uvěří, že byl ve rvačce.
Má ve velké oblibě zbraně a je majitelkou Desert Eagle (i přes to, že jen pár občanů z New Yorku má povolení jí vlastnit), také má předplatné časopisu Guns & Ammo a po Marshallově rozchodu s Lily se ho snažila pomocí zbraní přivést na jiné myšlenky, což se jí povedlo. Říká až příliš často slovo „Literally“ (česky doslovně), jak upozornil Ted v epizodě "Spoiler Alert". Má také tendenci často říkat během rozhovorů "but um" (česky ale ehm) s hosty její talk show, čehož využijí Tedovi studenti v alkoholové hře v epizodě "Jenkins". Podle Teda nemůže říct pravdu bez zachichotání, ale mnohokrát bylo během seriálu ukázáno, jak Robin lže s vážnou tváří.
V epizodě "The Goat" je ukázáno, že v době Tedových 31. narozenin bude žít v jeho bytě. To se stane v epizodě "Not a Father's Day", když se Robin přestěhuje do Tedova bytu, když se vrátí z Japonska a v epizodě "Doppelgangers", když Robin, která žila se svým tehdejším přítelem Donem ho opustí. Budoucí Ted prozradil, že Robin cestovala po světě a navštívila mnoho různých zemí.
Robin chodila s Tedem Mosbym a Barneym Stinsonem. S oběma má přátelský vztah, a protože má s Tedem silné přátelství, z toho vyplývá, že nikdy nenechala Barneyho odejít. Přestože v epizodě "Challenge Accepted" strávila většinu času s Barneym, aby mu společně vysvětlili, aby se nevracel k Zoey, tak si Robin uvědomila, že k Barneymu pořád něco cítí. Když si spolu povídají, najednou potkají Noru, Barneyho bývalou přítelkyni. Když Barney pozve Noru na kávu, Robin se ze začátku usmívá, poté však vidíme, že vypadá smutně.
V první epizodě sedmé série "The Best Man" ji Lily konfrontuje ohledně jejích citů k Barneymu a radí ji, aby si s ním promluvila a přiznala mu to. Během tance s Barneym se na to už chystá, ale později ji přeruší Norin telefonát Barneymu. Barney žádá Robin o pomoc, co říct Noře do telefonu, Robin mu tedy řekne, co by měl říct, ale to byly její skutečné pocity k Barneymu. V "The Stinson Missile Crisis" ji vidíme jako útočnou ženu, která chce zničit Barneyho vztah s Norou. Je poslána na terapii a s terapeutem Kevinem (Kal Penn) začne po krátké době chodit, ale pořád nepřestane myslet na Barneyho. V epizodě "Disaster Avarted" je ukázáno, že se s Barneym téměř políbili po hurikánu Irene. Na konci epizody o tom spolu mluví a najednou se začnou líbat v taxíku. Po společné noci se v následující epizodě "Tick Tick Tick" rozhodnou rozejít se se svými nynějšími partnery, aby se dali opět dohromady. Barney se s Norou rozejde, ale když Robin mluví s Kevinem, nemůže se s ním rozejít a tak zůstanou prozatím spolu.
Epizoda "Symphony of Illumination" představuje Robin, která má syna a dceru (podobně jako Budoucí Ted), která jim vypráví příběh, jak řekla "jejich otci", že je těhotná. Později v epizodě Robin zjistí nejenom, že není těhotná, ale také, že nemůže mít děti. Děti, kterým příběh vyprávěla, byly imaginární a ve skutečnosti mluvila sama se sebou. Přestože nikdy neplánovala mít děti, je zdrcená, že děti mít nemůže, vzlyká a Ted ji uklidňuje. Tedovi ani ostatním přátelům pravý důvod svého smutku neřekne, místo toho použije výmluvu, že kanadský olympijský výbor ji shledal příliš vysokou, aby se mohla stát skokankou o tyči, což jí všichni uvěří.
V epizodě "Tailgate" je Robin dána důvěra, aby moderovala odpočet do Nového roku. Sandy Rivers je původní moderátor, ale před vysíláním se zhroutí, protože se s ním rozešla jeho přítelkyně. Živě ve vysílání se opije a Robin je donucena nahradit ho těsně před půlnocí a říká: "Když dopadne koule, my všichni zažijeme nový začátek a já nevím jak vy, ale já bych ho opravdu potřebovala". (To odkazuje na všechny události, které se dříve v sérii staly, jako podvádění Kevina a zjištění, že je neplodná).
V epizodě "The Drunk Train" jedou Robin a Kevin s Marshallem a Lily jako páry na chatu na den sv. Valentýna. Tady ji Kevin požádá o ruku a ona neví, co říct. Odhalí Marshallovi a Lily, že nemůže mít děti a zeptá se je na to, co by si mohl Kevin myslet. Řeknou ji, že pokud ji Kevin opravdu miluje, nebude mu to vadit. Když mu to Robin řekne, požádá ji Kevin znovu o ruku a ona to šťastně přijímá. Ale jakmile se vrátí z pobytu, Kevin diskutuje o možnosti založit rodinu, na což Robin odpoví, že nejen, že nemůže mít děti, ale že děti také nechce. To jí zavede k tomu opět se zeptat Kevina, zda mu nebude vadit, když nebude mít žádné děti a ne, že se "vzbudí za dva, deset nebo padesát let a bude litovat svého rozhodnutí". Kevin se poté rozhodne, že má Robin pravdu, zruší své zasnoubení a rozejdou se. Brzo poté ji Ted najde, když sama kouří na střeše bytového domu a vysvětlí mu, co se stalo. Ted si poté uvědomí, že se ve vztahu s Robin nepohnuli do žádného vážnějšího vztahu, od té doby, co spolu chodili a tak ji sdělí, že ji miluje. Nicméně, Robin je nejistá o tom, co si má myslet a po tom, co se vrátí z pracovní cesty z Moskvy, Tedovi řekne, že ho nemiluje a že se stěhuje z jeho bytu, aby žila v bytě z jednou ze svých kolegyň. Barneyho přítelkyně Quinn se nastěhuje k Barneymu a nechá Teda a Robin zápasit o její byt. Ted žil v univerzitním bydlení a Robin zase se svou "přehnaně mateřskou" spolupracovnicí. Povýší ji jako spolumoderátorku a zvýší ji plat, takže byt přenechá Tedovi. Ve finálové epizodě je prozrazeno, že právě ona bude nevěstou na Barneyho svatbě.
V poslední epizodě Ted dovypráví dětem příběh a tím zjistí, že Robin miluje, proto se za ní vypraví i s modrým lesním rohem. Tím naráží na jednu z již odvysílaných epizod.